# Thundershock
Thundershock is een aanval die sommige Pokémon kunnen leren. In de Nederlandse nasynchronisatie van de anime wordt de aanval donderschok genoemd.
Thundershock kan geleerd worden door Pokémon van het type Electric, zoals Pikachu. In de televisieserie eindigt bijna ieder verhaal met een Thundershock van Pikachu die Team Rocket aanvalt en wegstoot.
Thundershock is zoals elke elektrische aanval sterk tegen water en heeft als zwakte Rock-Pokémon, want elektriciteit heeft geen effect op Rock.